# Grand Prix automobile du Canada 1978
GP précédent GP suivant
Le Grand Prix du Canada 1978 (Labatt's 50 Grand Prix du Canada), disputé sur le circuit de l'Île Notre-Dame à Montréal le 8 octobre 1978, est la trois cent treizième épreuve du championnat du monde de Formule 1 courue depuis 1950, la seizième et dernière manche du championnat 1978. Il s'agit du premier Grand Prix de Formule 1 disputé sur le tracé montréalais ; il est remporté par l'enfant du pays Gilles Villeneuve sur Ferrari, obtenant la première de ses six victoires.

## Contexte avant le Grand Prix

### Le championnat du monde

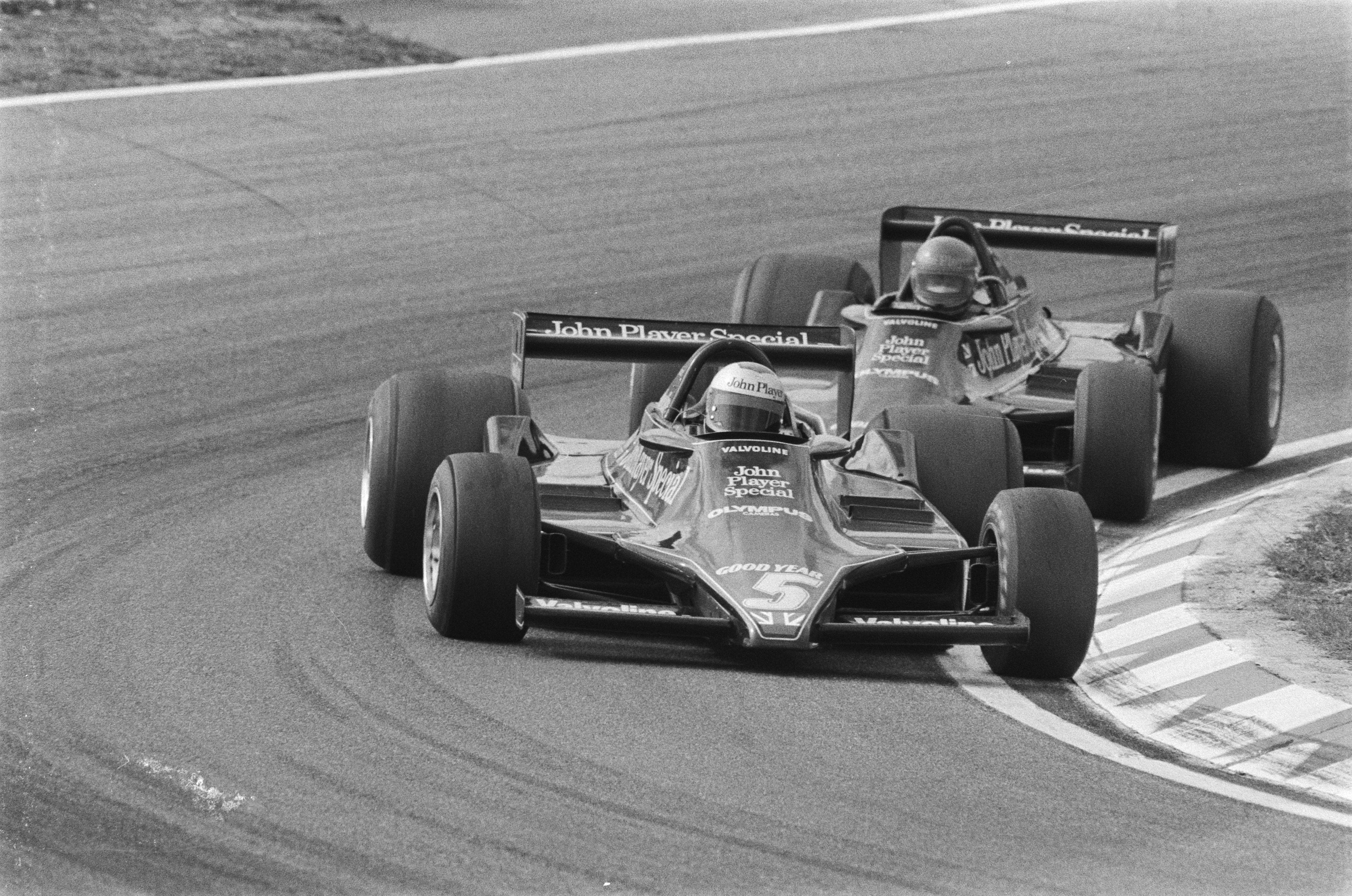
Les Lotus 79 (ici Andretti devant Peterson à Zandvoort) ont nettement dominé la saison 1978.

La saison 1978 a été dominée par l'équipe Lotus, qui a enlevé huit Grands-Prix, dont six à l'actif de l'Italo-américain Mario Andretti, premier pilote de l'écurie. Andretti est assuré du titre mondial depuis le Grand Prix d'Italie où son coéquipier Ronnie Peterson (vainqueur à deux reprises cette année et second du championnat) a été victime d'un accident mortel au départ. Leader de la Scuderia Ferrari et ayant remporté quatre Grands Prix, l'Argentin Carlos Reutemann peut encore viser la deuxième place du championnat en cas de victoire dans cette dernière épreuve. Champion du monde 1977 et vainqueur à deux reprises cette saison au volant d'une Brabham à moteur Alfa Romeo, l'Autrichien Niki Lauda a le même objectif.

### Le circuit

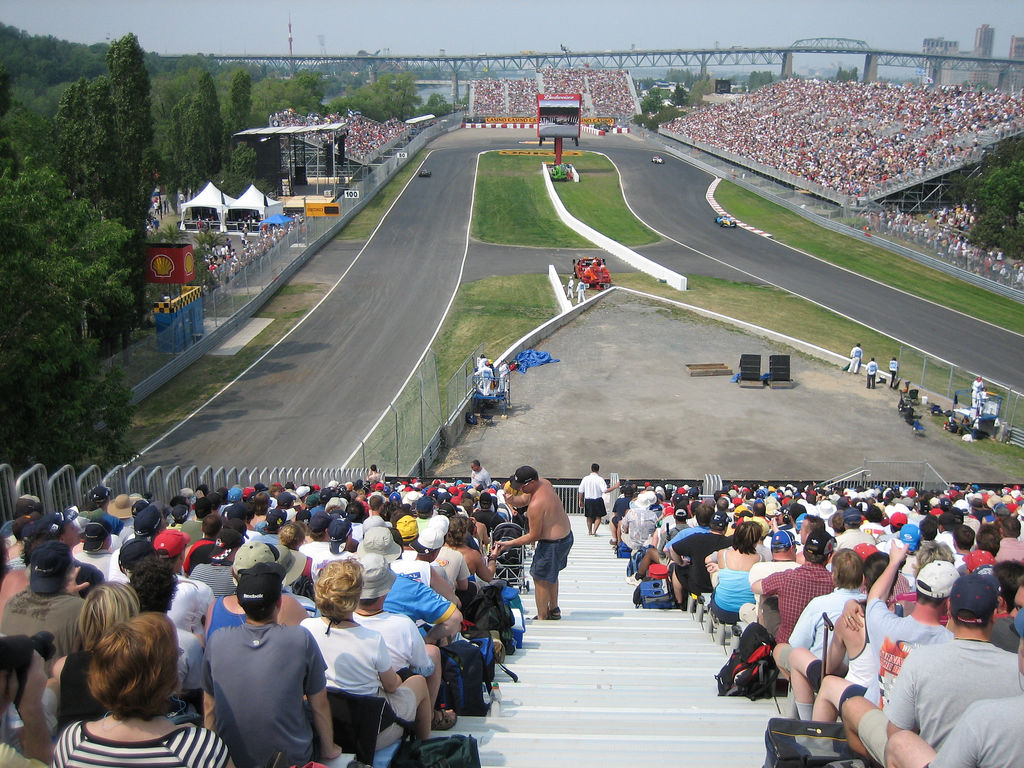
Une vue de l'épingle des stands (rebaptisée depuis épingle du casino) dans les années 2000. Au fond, le pont Jacques Cartier qui relie l'Île Notre-Dame à l'Île Sainte Hélène.

À la suite de l'interdiction de la Commission sportive internationale (CSI) d'organiser un Grand Prix sur le circuit de Mosport (l'édition de 1977 s'était déroulée dans des conditions déplorables au niveau de l'état de la piste et de l'organisation), c'est le tout nouveau projet de l'Île Notre-Dame, à Montréal, qui a été retenu pour l'épreuve canadienne du championnat du monde. Bénéficiant des installations de l'exposition universelle de 1967 et des jeux olympiques de 1976, le circuit de Montréal a été réalisé en quelques mois seulement. Le tracé est l'œuvre de Roger Peart, un ancien mécanicien de Mike Hawthorn, et de Basil Tye, inspecteur de la CSI. Développant 4,5 kilomètres, il se compose de deux épingles (l'épingle de l'Île et l'épingle des stands) reliées par une succession de chicanes. L'inauguration a eu lieu deux semaines avant le Grand Prix, avec une course de formule Atlantic remportée par l'Américain Jeff Wood.

## Monoplaces en lice
La plupart des constructeurs font appel au moteur Cosworth DFV (V8, 475 à 485 chevaux) à l’exception des équipes Scuderia Ferrari, Brabham, Ligier et Renault. Michelin fournit Ferrari et Renault, les autres écuries étant équipées de pneus Goodyear.
- Brabham BT46

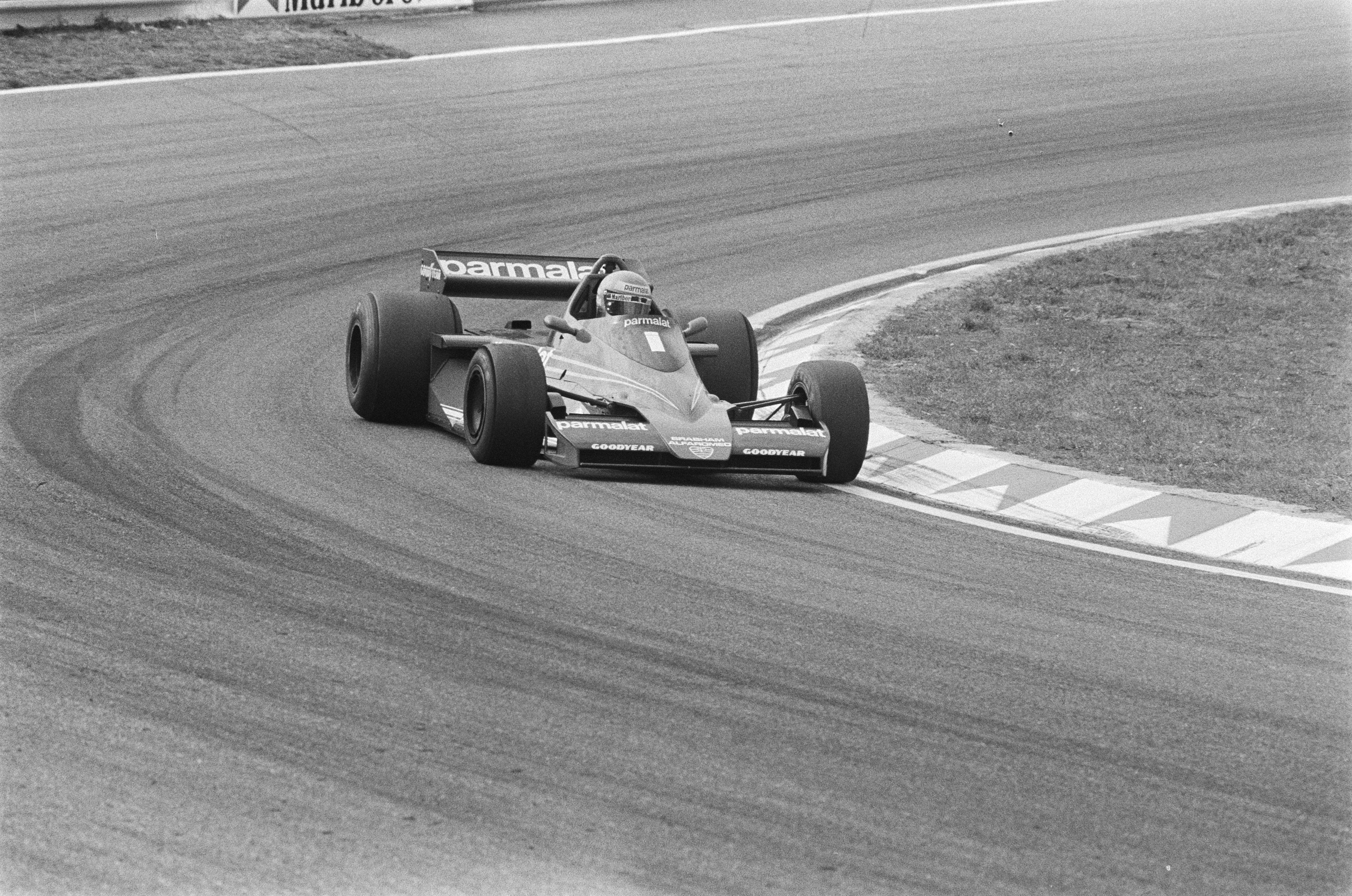
La Brabham BT46 à moteur Alfa Romeo. Champion du monde 1977, Niki Lauda arbore le numéro 1.

Brabham est la seule équipe à bénéficier du 12 cylindres Alfa Romeo, l'un des deux plus puissants du plateau (520 chevaux) avec le V12 Matra. Apparue en mars à Kyalami, la BT46, conçue par Gordon Murray, est un peu plus légère (600 kg à vide) et mieux profilée que la précédente BT45, mais reste cependant la plus gourmande du plateau. Trois voitures ont été engagées : Niki Lauda et John Watson pilotent leurs montures habituelles, le mulet ayant été confié à Nelson Piquet qui fait ses débuts au sein de l'équipe. En milieu de saison, Murray avait contré la domination Lotus par une version BT46B à ventilateur créant un important effet de sol, mais la voiture fut interdite aussitôt sa sortie victorieuse à Anderstorp.
- Tyrrell 008

La Tyrrell P34 à 6 roues n'a pas tenu toutes ses promesses et l'équipe de Ken Tyrrell est revenu à une monoplace conventionnelle pour la saison 1978. Dessinée par Maurice Philippe, la Tyrrell 008 pèse 590 kg à vide. Après un début de saison encourageant marqué par la victoire de Patrick Depailler à Monaco, elle s'est ensuite révélée nettement moins performante sur les circuits rapides. Depuis leurs débuts en 1970, les Tyrrell ont toujours utilisé le moteur Cosworth. Pilote officiel de la marque depuis 1974, Depailler est secondé par Didier Pironi, dont c'est la première saison en F1.
- Lotus 78 & 79

Apparue au Grand Prix de Monaco et débutant en course au Grand Prix de Belgique, la Lotus 79 a dominé le championnat 1978, Mario Andretti et Ronnie Peterson ayant occupé le devant de la scène lors de toutes les épreuves européennes. La supériorité de cette monoplace est dû à la parfaite exploitation de l'effet de sol obtenu grâce à des pontons à profil d'aile inversée, un concept développé par Colin Chapman sur la Lotus 78 de l'année précédente et optimisé sur le modèle 79 grâce à l'utilisation de jupes latérales coulissantes. Vainqueur à six reprises cette saison (dont une victoire sur Lotus 78 lors de la manche inaugurale), Andretti est d'ores et déjà assuré du titre mondial, un triomphe malheureusement terni par l'accident mortel dont fut victime Ronnie Peterson lors du Grand Prix d'Italie en septembre. L'équipe a fait appel à Jean-Pierre Jarier pour le remplacer lors des deux manches nord-américaines. Fin 1977, le pilote mexicain Héctor Rebaque a racheté au Team Lotus un modèle 78 avec lequel il dispute la saison complète.
- McLaren M26

Régulièrement en haut de l'affiche en 1977 (trois victoires avec James Hunt), la McLaren M26 a été très décevante cette saison, avec pour meilleur résultat une troisième place au Grand Prix de France. La compétitivité de cette monoplace de 610 kg conçue par Gordon Coppuck s'est constamment détériorée, James Hunt et Patrick Tambay étant souvent relégués bien loin des avant-postes lors de la deuxième demi-saison.
- ATS HS1 & D1

Après avoir engagé des Penske en 1977, le fabricant de jantes en alliage léger ATS, sous l'égide de son propriétaire Gunter Schmidt, s'est lancé dans la construction de monoplaces de formule 1, sans résultat tangible. L'équipe engage deux voitures : une HS1 de conception classique pour Michael Bleekemolen et la nouvelle D1, à effet de sol, pour Keke Rosberg. Contractés pour 1978, Jochen Mass et Jean-Pierre Jarier ont tous deux quitté l'équipe en cours de saison.
- Ferrari 312 T3

Bien aidée par ses pneus Michelin à carcasse radiale, la Scuderia Ferrari s'est révélée la principale rivale du Team Lotus cette saison. Ayant débuté l'année avec l'ancienne 312 T2 (victorieuse au Brésil), Carlos Reutemann a gagné trois autres grands prix avec la 312 T3 apparue à Kyalami. Le pilote argentin est épaulé par le Québécois Gilles Villeneuve, qui a réalisé quelques coups d'éclat pour sa première saison complète en F1, mais que la malchance a jusqu'à présent privé de résultats probants hormis une belle troisième place en Autriche. Conçue par Mauro Forghieri, la 312 T3 pèse 600 kg et son moteur 12 cylindres à plat développe 510 chevaux à 12400 tr/min.
- Copersucar-Fittipaldi F5A

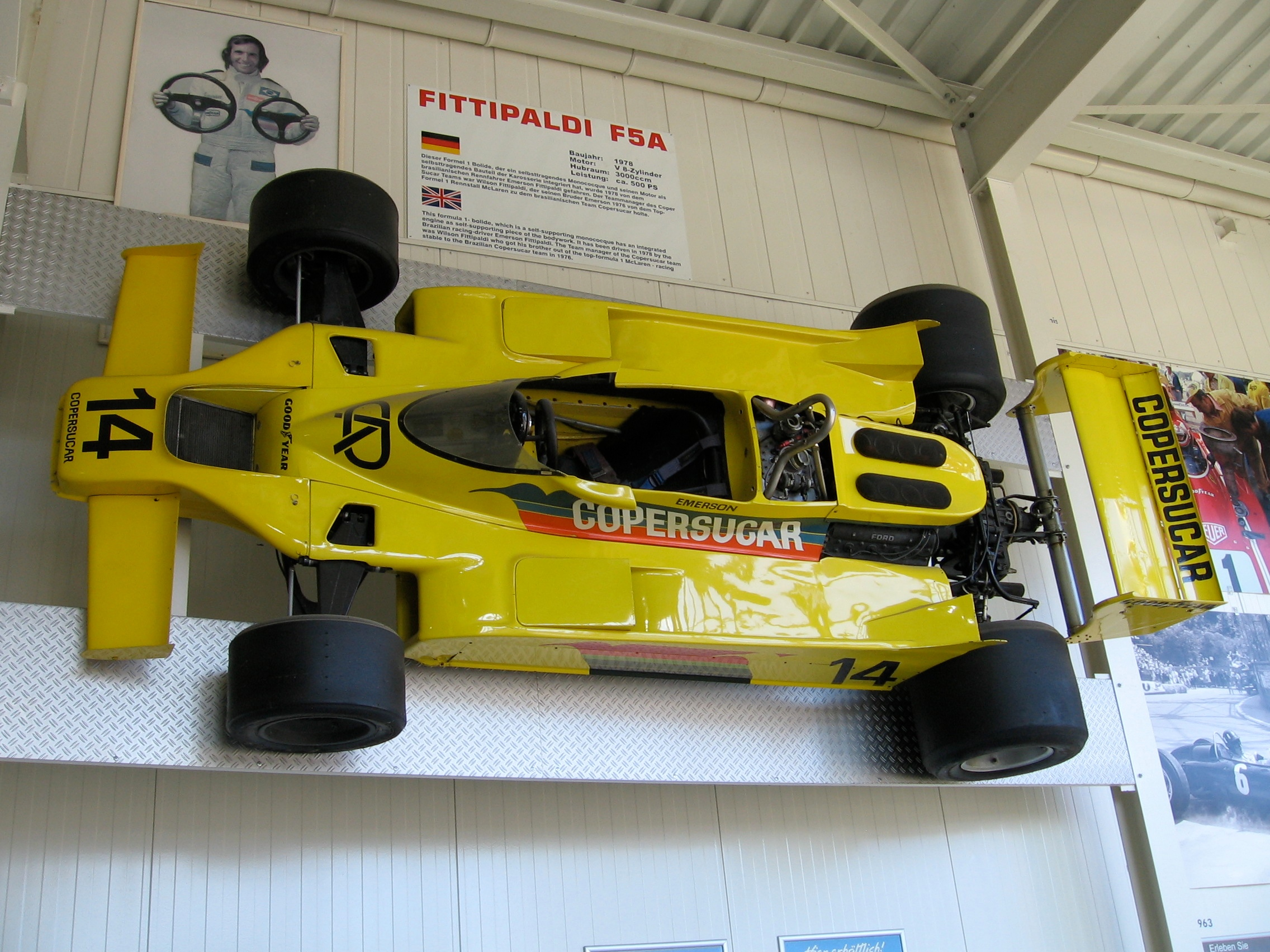
La Copersucar F5A d'Emerson Fittipaldi.

Créée fin 1974 sous le nom Copersucar, l'écurie a été rebaptisée Fittipaldi Automotive en début d'année. La F5A, conçue par Dave Baldwin, est fortement inspirée de la Lotus 78. Cette monoplace à effet de sol pèse 615 kg et a permis à l'équipe, qui n'engage qu'une seule voiture, de réaliser sa meilleure saison depuis sa création, avec à la clef une seconde place d'Emerson Fittipaldi au Grand Prix du Brésil.
- Renault RS01

En 1977, Renault a révolutionné le monde des Grands Prix en introduisant la technique du turbo-compresseur, une possibilité offerte par le règlement qu'aucun motoriste n'avait jusqu'alors exploitée, le seul mode de suralimentation auparavant utilisé en F1 étant le compresseur mécanique, comme sur les célèbres Alfa Romeo Alfetta championnes du monde en 1950 et 1951. D'un rendement énergétique très médiocre, cette technique avait depuis été délaissée. Malgré un coefficient d'équivalence de cylindrée de 2 (1500 cm3 pour un moteur suralimenté contre 3000 cm3 pour un moteur atmosphérique) plus défavorable qu'en endurance (1,4), les motoristes de Renault sont parvenus à tirer une puissance de 510 chevaux du petit V6, contre 485 chevaux pour les meilleurs V8 Cosworth. Le V6 Renault pêche toutefois par son temps de réponse à l'accélération et son manque de fiabilité, la mise au point étant loin d'être achevée. Jean-Pierre Jabouille vient toutefois d'obtenir une encourageante quatrième place à Watkins Glen. La Renault RS01, dessinée par François Castaing, est de conception classique et pèse 615 kg. Une seule voiture est engagée par l'équipe française.
- Shadow DN9

L'écurie de Don Nichols a perdu en 1978 son principal ingénieur Tony Southgate (parti chez Arrows) et une bonne partie de ses moyens financiers. Conçue par Southgate, la DN9, apparue en mars lors de l'International Trophy à Silverstone, n'a jamais répondu aux espoirs placés en elle. Malgré l'ardeur de ses pilotes Hans Joachim Stuck et Clay Regazzoni, Shadow a vécu sa plus mauvaise saison depuis son apparition en F1 en 1973.
- Surtees TS20

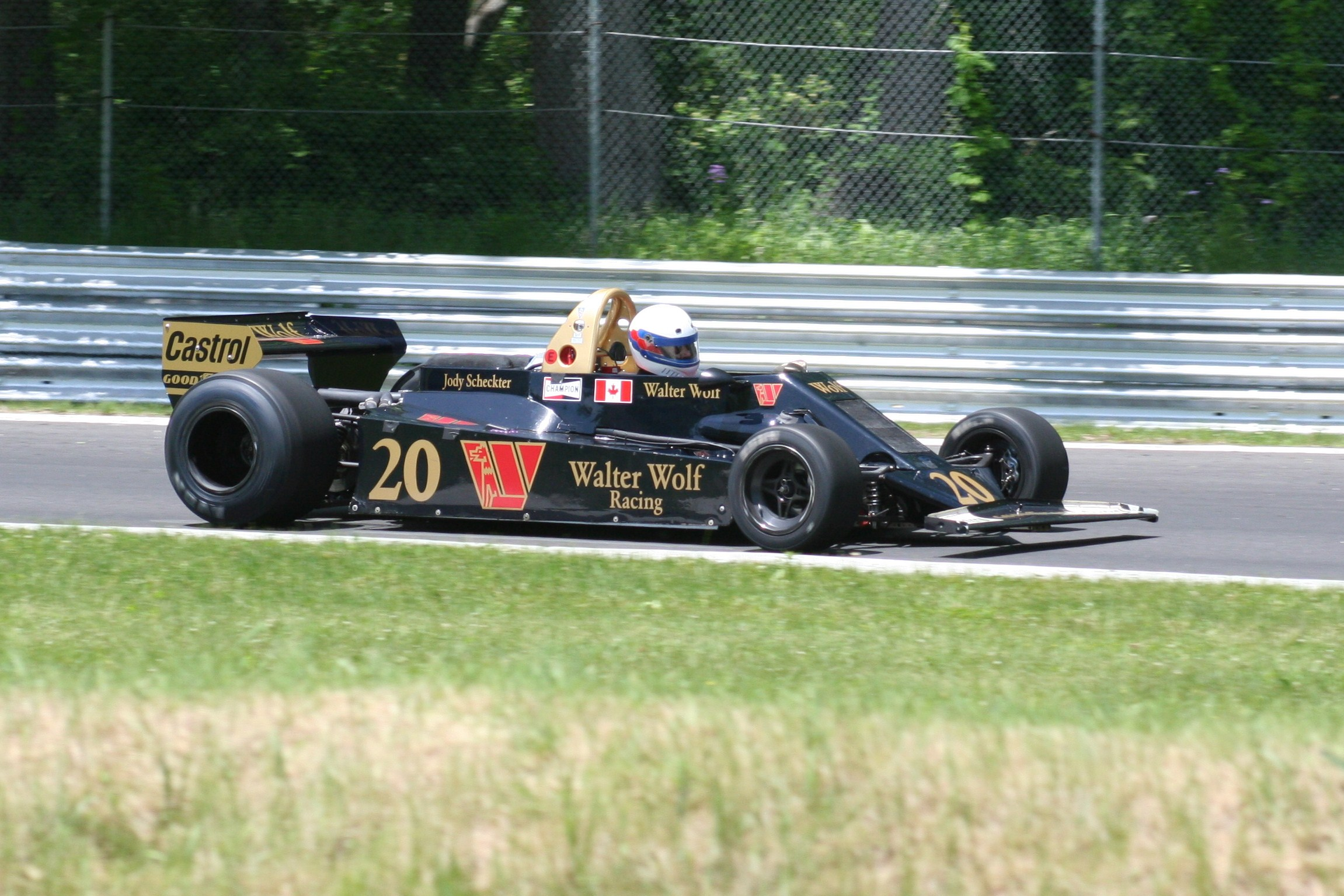
La Wolf WR5 à moteur Cosworth (ici le châssis WR6 lors d'une course historique), engagée par le milliardaire canadien Walter Wolf.

Tout comme Shadow, l'équipe de John Surtees a vécu une saison difficile. La TS20, qui a remplacé la TS19 en cours d'année, ne s'est jamais montrée compétitive, le meilleur résultat obtenu étant la sixième place de Vittorio Brambilla en Autriche. Surtees a remercié Rupert Keegan, remplacé par René Arnoux pour les épreuves nord-américaines. De même, Beppe Gabbiani remplace Brambilla, blessé lors de la collision du départ à Monza.
- Wolf WR5

Le milliardaire canadien Walter Wolf est devenu constructeur en 1977, ayant engagé l'ingénieur réputé Harvey Postlethwaite qui a conçu en quelques mois une monoplace très compétitive, la Wolf WR1, avec laquelle Jody Scheckter est devenu vice-champion du monde. La saison 1978 a été moins fructueuse pour l'équipe, la nouvelle WR5 étant surclassée par les Lotus, Ferrari et Brabham. Scheckter a néanmoins obtenu quelques places d'honneur sur cette monoplace de 595 kg également conçue par Postlethwaite, dont une belle seconde place à Hockenheim. Comme à Watkins Glen le week-end précédent, une seconde voiture a été engagée pour l'Américain Bobby Rahal.
- Ensign N177

L'équipe de Mo Nunn, engagée en F1 depuis 1973, utilise pour la troisième année consécutive son modèle N177, conçu par Alec Baldwin. Malgré l'engagement de Jacky Ickx lors des premières épreuves européennes de la saison, l'écurie n'a enregistré aucun résultat tangible, et Ickx a jeté l'éponge, remplacé par le prometteur pilote irlandais Derek Daly.
- Ligier JS9

Venue à la F1 en 1976, l'équipe Ligier fait appel au moteur V12 Matra Sports développant 520 chevaux à 12 300 tr/min. Les voitures sont conçues par Gérard Ducarouge, également directeur de l'écurie. Apparue en cours d'année, la JS9 est une monoplace à effet de sol pesant 580 kg. Ligier engage une seule voiture, confiée à Jacques Laffite.
- Williams FW06

Après une interruption d'un an par suite de problèmes de budget, Frank Williams a fait son retour en F1 en 1978, avec l'appui d'un important sponsor saoudien. La FW06 conçue par Patrick Head est une monoplace assez compacte pesant 585 kg, qui s'est révélée très à l'aise sur les circuits sinueux aux mains d'Alan Jones, auteur d'une belle seconde place à Watkins Glen le week-end précédent.
- Arrows A1

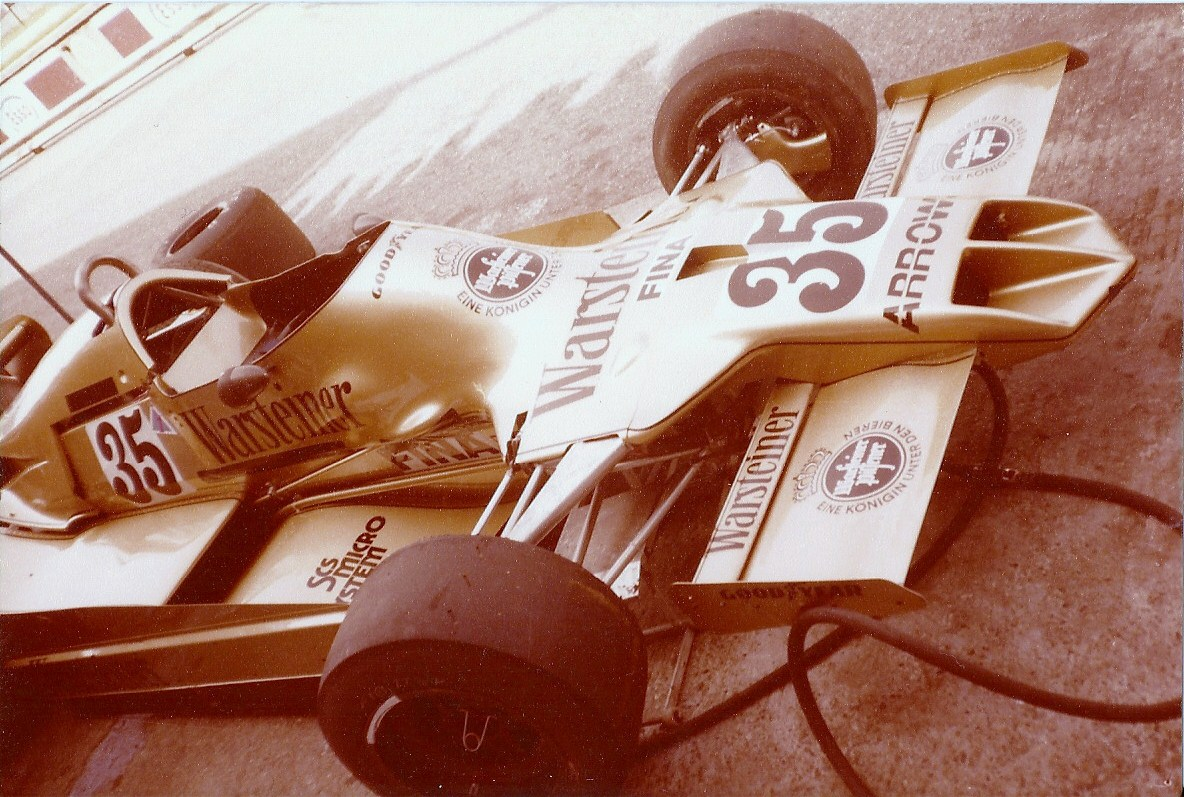
L'Arrows A1 de Riccardo Patrese à Monza. Cette monoplace a été conçue très rapidement pour pallier l'interdiction de la FA1.

L'équipe Arrows a été créée fin 1977 par Jackie Oliver et Alan Rees, à la tête d'un groupe de dissidents de Shadow, dont l'ingénieur Tony Southgate et le pilote italien Riccardo Patrese. L'Arrows FA1, apparue en course trois mois après la création de l'équipe, était d'ailleurs une copie de la Shadow DN9 également conçue par Southgate, et Don Nichols, propriétaire de l'écurie Shadow, obtint l'interdiction de courir de la FA1 au terme d'un procès. Ayant anticipé cette décision, Southgate conçut le modèle A1, apparu lors du Grand Prix d'Autriche. Pesant 590 kg, l'A1 s'est révélée moins performante que sa devancière avec laquelle Patrese s'était classé second en Suède et était passé tout près de la victoire à Kyalami. Gunnar Nilsson aurait dû être le premier pilote de l'écurie cette saison, mais un cancer a mis un terme à sa carrière. C'est l'Allemand Rolf Stommelen qui seconde Patrese.
- Merzario A1

Après avoir disputé la saison 1977 au volant d'une March privée, Arturo Merzario est devenu pilote-constructeur cette saison. La coque de l'A1 reprend les cotes de la March 761, et sa carrosserie a été dessinée par l'ingénieur Giorgio Piola, également journaliste. L'équipe dispose de très peu de moyens et n'a pas de bureau d'études ! Dans ces conditions, chaque qualification relève déjà de l'exploit, exploit que le courageux et talentueux pilote italien a été en mesure d'accomplir à huit reprises cette année.

## Coureurs inscrits
| no     | Pilote                | Écurie                  | Constructeur | Modèle                | N° châssis                  | Moteur                | Pneumatiques |
| ------ | --------------------- | ----------------------- | ------------ | --------------------- | --------------------------- | --------------------- | ------------ |
| 1      | Niki Lauda            | Parmalat Racing Team    | Brabham      | Brabham BT46          | BT46/7                      | Alfa Romeo 115-12 F12 | G            |
| 2      | John Watson           | Parmalat Racing Team    | Brabham      | Brabham BT46          | BT46/8                      | Alfa Romeo 115-12 F12 | G            |
| 3      | Didier Pironi         | Elf Team Tyrrell        | Tyrrell      | Tyrrell 008           | 008/1                       | Ford Cosworth DFV V8  | G            |
| 4      | Patrick Depailler     | Elf Team Tyrrell        | Tyrrell      | Tyrrell 008           | 008/3                       | Ford Cosworth DFV V8  | G            |
| 5 5T   | Mario Andretti        | John Player Team Lotus  | Lotus        | Lotus 79 (JPS Mk IV)  | 79/4 (JPS 22) 79/1 (JPS 19) | Ford Cosworth DFV V8  | G            |
| 7 7T   | James Hunt            | Löwenbräu Team McLaren  | McLaren      | McLaren M26           | M26/5 M26/7                 | Ford Cosworth DFV V8  | G            |
| 8 8T   | Patrick Tambay        | Löwenbräu Team McLaren  | McLaren      | McLaren M26           | M26/3 M26/7                 | Ford Cosworth DFV V8  | G            |
| 9      | Michael Bleekemolen   | ATS Racing Team         | ATS          | ATS HS1               | HS1/02                      | Ford Cosworth DFV V8  | G            |
| 10     | Keke Rosberg          | ATS Racing Team         | ATS          | ATS D1                | D1/02                       | Ford Cosworth DFV V8  | G            |
| 11 11T | Carlos Reutemann      | SpA Ferrari Sefac       | Ferrari      | Ferrari 312 T3        | 312 T3/035 312 T3/036       | Ferrari Tipo 015 F12  | M            |
| 12     | Gilles Villeneuve     | SpA Ferrari Sefac       | Ferrari      | Ferrari 312 T3        | 312 T3/034                  | Ferrari Tipo 015 F12  | M            |
| 14     | Emerson Fittipaldi    | Fittipaldi Automotive   | Copersucar   | Fittipaldi F5A        | F5A/1                       | Ford Cosworth DFV V8  | G            |
| 15 15T | Jean-Pierre Jabouille | Équipe Renault Elf      | Renault      | Renault RS01          | RS02 RS03                   | Renault EF1 V6t       | M            |
| 16     | Hans Stuck            | Villiger Shadow         | Shadow       | Shadow DN9/A          | DN9/3A                      | Ford Cosworth DFV V8  | G            |
| 17 17T | Clay Regazzoni        | Villiger Shadow         | Shadow       | Shadow DN9/A          | DN9/1A DN9/8A               | Ford Cosworth DFV V8  | G            |
| 18     | René Arnoux           | Durex Team Surtees      | Surtees      | Surtees TS20          | TS20/03                     | Ford Cosworth DFV V8  | G            |
| 19     | Beppe Gabbiani        | Beta Team Surtees       | Surtees      | Surtees TS20          | TS20/01                     | Ford Cosworth DFV V8  | G            |
| 20     | Jody Scheckter        | Walter Wolf Racing      | Wolf         | Wolf WR5              | WR5/2 (WR6)                 | Ford Cosworth DFV V8  | G            |
| 21     | Bobby Rahal           | Walter Wolf Racing      | Wolf         | Wolf WR5 Wolf WR1     | WR5/1 (WR5) WR1             | Ford Cosworth DFV V8  | G            |
| 22 22T | Derek Daly            | Tissot Ensign           | Ensign       | Ensign N177           | MN006 MN007                 | Ford Cosworth DFV V8  | G            |
| 25     | Héctor Rebaque        | Team Rebaque            | Lotus        | Lotus 78 (JPS Mk III) | 78/2 (JPS 16)               | Ford Cosworth DFV V8  | G            |
| 26 26T | Jacques Laffite       | Équipe Ligier Gitanes   | Ligier       | Ligier JS9            | JS9/03 JS9/01               | Matra MS76 V12        | G            |
| 27 27T | Alan Jones            | Williams GP Engineering | Williams     | Williams FW06         | FW06/02 FW06/01             | Ford Cosworth DFV V8  | G            |
| 35     | Riccardo Patrese      | Warsteiner Arrows       | Arrows       | Arrows A1             | A1/3                        | Ford Cosworth DFV V8  | G            |
| 36     | Rolf Stommelen        | Warsteiner Arrows       | Arrows       | Arrows A1             | A1/2                        | Ford Cosworth DFV V8  | G            |
| 37     | Arturo Merzario       | Team Merzario           | Merzario     | Merzario A1           | A1/02                       | Ford Cosworth DFV V8  | G            |
| 55     | Jean-Pierre Jarier    | John Player Team Lotus  | Lotus        | Lotus 79 (JPS Mk IV)  | 79/3 (JPS 21)               | Ford Cosworth DFV V8  | G            |
| 66     | Nelson Piquet         | Parmalat Racing Team    | Brabham      | Brabham BT46          | BT46/6                      | Alfa Romeo 115-12 F12 | G            |

- La lettre T suivant le numéro identifie le mulet (T car). Un même châssis peut être utilisé indifféremment par les pilotes d'une écurie.

## Les essais
En raison de la faible longueur du circuit, le nombre de pilotes admis au départ est limité, seuls les vingt-deux pilotes les plus rapides à l'issue des deux séances de qualification pourront participer à la course. Une première session d'essais libres, prévue le jeudi après-midi, devait servir de pré-qualification et éliminer deux des vingt-huit pilotes engagés, la CSI ayant initialement limité à vingt-six le nombre de concurrents admis aux essais du vendredi et samedi. Mais cette information n'ayant été communiquée à temps aux organisateurs de l'épreuve, la séance du jeudi n'a pu être organisée et les vingt-huit pilotes inscrits sont finalement admis à disputer les deux journées d'essais.

### Essais libres du vendredi matin
C'est sous une pluie battante que les pilotes font connaissance avec le circuit. Dans ces conditions, les pneus Michelin se révèlent les meilleurs et cette première séance est dominée par les deux Ferrari de Carlos Reutemann et Gilles Villeneuve. Dans le clan Goodyear, c'est Hans Stuck, toujours à l'aise sous la pluie, qui se montre le plus rapide devant Didier Pironi, à trois secondes tout de même de Reutemann. La piste est restée détrempée durant toute la session, les monoplaces se sont révélées pratiquement inconduisibles dans certaines portions du circuit.

### Première séance qualificative
La première séance officielle débute sur une piste encore détrempée, et ce n'est que dans le dernier quart d'heure qu'elle commence à sécher, permettant enfin de réaliser des temps inférieurs à deux minutes. C'est à nouveau Reutemann qui se montre le plus rapide devant son coéquipier Villeneuve. Mario Andretti est le plus rapide des pilotes chaussées par Goodyear, devant Stuck et Scheckter. Seuls ces cinq pilotes sont passés sous le seuil des deux minutes au tour. La mauvaise surprise vient des trois pilotes Brabham, Niki Lauda, John Watson et Nelson Piquet n'ont pu trouver les réglages adéquats dans ces conditions et figurent dans la liste des non-qualifiés !

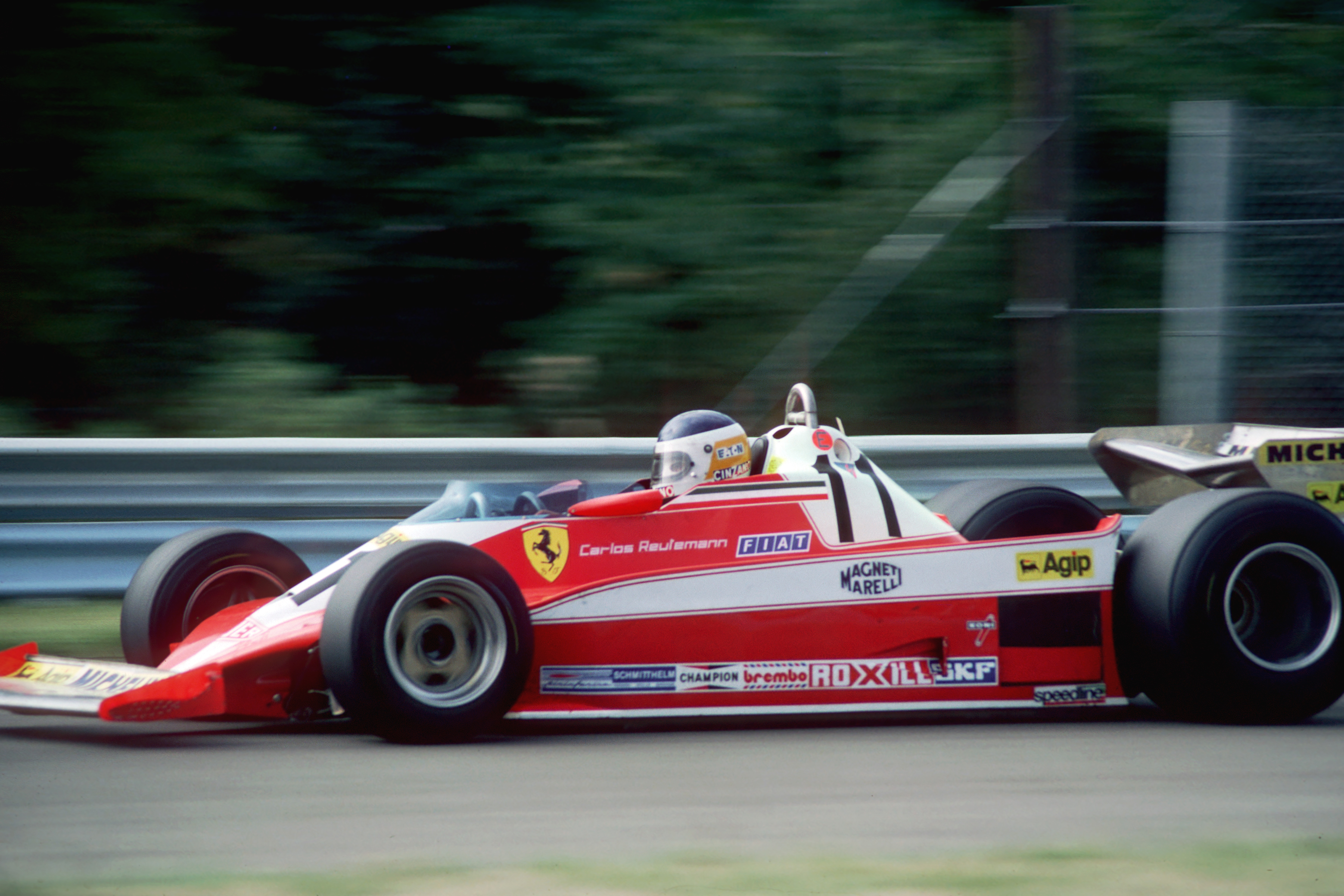
Reutemann sur Ferrari 312 T3 (vu ici lors de sa victoire à Watkins Glen) a dominé la première journée d'essais disputée sous la pluie.

| Pos. | no | Pilote                | Écurie     | Temps          | Écart      |
| ---- | -- | --------------------- | ---------- | -------------- | ---------- |
| 1    | 11 | Carlos Reutemann      | Ferrari    | 1 min 57 s 940 |            |
| 2    | 12 | Gilles Villeneuve     | Ferrari    | 1 min 58 s 605 | + 0 s 665  |
| 3    | 5  | Mario Andretti        | Lotus      | 1 min 59 s 071 | + 1 s 131  |
| 4    | 16 | Hans-Joachim Stuck    | Shadow     | 1 min 59 s 150 | + 1 s 210  |
| 5    | 20 | Jody Scheckter        | Wolf       | 1 min 59 s 916 | + 1 s 976  |
| 6    | 55 | Jean-Pierre Jarier    | Lotus      | 2 min 00 s 214 | + 2 s 274  |
| 7    | 27 | Alan Jones            | Williams   | 2 min 00 s 244 | + 2 s 304  |
| 8    | 22 | Derek Daly            | Ensign     | 2 min 00 s 260 | + 2 s 320  |
| 9    | 3  | Didier Pironi         | Tyrrell    | 2 min 00 s 362 | + 2 s 422  |
| 10   | 35 | Riccardo Patrese      | Arrows     | 2 min 00 s 861 | + 2 s 921  |
| 11   | 10 | Keke Rosberg          | ATS        | 2 min 02 s 014 | + 4 s 074  |
| 12   | 36 | Rolf Stommelen        | Arrows     | 2 min 02 s 023 | + 4 s 083  |
| 13   | 19 | Beppe Gabbiani        | Surtees    | 2 min 02 s 060 | + 4 s 120  |
| 14   | 4  | Patrick Depailler     | Tyrrell    | 2 min 02 s 316 | + 4 s 376  |
| 15   | 17 | Clay Regazzoni        | Shadow     | 2 min 02 s 351 | + 4 s 411  |
| 16   | 8  | Patrick Tambay        | McLaren    | 2 min 02 s 681 | + 4 s 741  |
| 17   | 18 | René Arnoux           | Surtees    | 2 min 02 s 776 | + 4 s 836  |
| 18   | 14 | Emerson Fittipaldi    | Fittipaldi | 2 min 03 s 200 | + 5 s 260  |
| 19   | 7  | James Hunt            | McLaren    | 2 min 03 s 347 | + 5 s 407  |
| 20   | 37 | Arturo Merzario       | Merzario   | 2 min 04 s 148 | + 6 s 208  |
| 21   | 15 | Jean-Pierre Jabouille | Renault    | 2 min 04 s 678 | + 6 s 738  |
| 22   | 26 | Jacques Laffite       | Ligier     | 2 min 05 s 273 | + 7 s 333  |
| 23   | 2  | John Watson           | Brabham    | 2 min 05 s 758 | + 7 s 818  |
| 24   | 25 | Héctor Rebaque        | Lotus      | 2 min 06 s 309 | + 8 s 369  |
| 25   | 21 | Bobby Rahal           | Wolf       | 2 min 07 s 282 | + 9 s 342  |
| 26   | 66 | Nelson Piquet         | Brabham    | 2 min 08 s 433 | + 10 s 493 |
| 27   | 1  | Niki Lauda            | Brabham    | 2 min 09 s 328 | + 11 s 388 |
| 28   | 9  | Michael Bleekemolen   | ATS        | 2 min 12 s 211 | + 14 s 271 |

### Essais libres du samedi matin
Pour la deuxième séance d'essais libres, les conditions sont à peine meilleures que la veille. La trajectoire s'assèche cependant peu à peu, mais les pilotes ne peuvent toujours pas définir les réglages pour piste sèche. Premiers en piste, les pilotes Brabham parviennent à régler leurs problèmes de la veille, et en fin de session c'est Lauda, le seul à avoir monté les pneus slicks, qui se montre le plus rapide, devant Keke Rosberg. Victime d'un mal de dos contracté la veille, Jean-Pierre Jarier n'a pu participer aux entraînements matinaux.

### Seconde séance qualificative
Lorsque débute la dernière séance d'essais, à 13 heures, le vent a complètement séché la piste. La grille de départ va donc se jouer sur cette seule session. Sans référence aucune sur ce nouveau circuit, les pilotes doivent définir leurs réglages au jugé. Peu d'entre eux parviendront à trouver un tour clair, les 28 concurrents tournant assidûment pour assurer leur qualification. C'est tout d'abord Jody Scheckter qui en 1 min 38 s se montre le plus rapide sur sa Wolf, devant Watson. En fin de séance, Villeneuve réussit à s'approcher à deux dixièmes du Sud-Africain. Il pense avoir décroché une place en première ligne devant son public mais dans les toutes dernières minutes Jarier, que son dos fait toujours souffrir malgré les calmants, réalise deux tours consécutifs en 1 min 38 s au volant de sa Lotus. Pendant quelques instants, on ignore qui de Scheckter ou Jarier a été le plus rapide, avant que le chronométrage électronique n'officialise la pole position du Français, qui a devancé son adversaire de onze millièmes de seconde.
Contrairement à son coéquipier Villeneuve, Reutemann, qui s'était montré le plus rapide sous la pluie, n'est pas satisfait du comportement de sa voiture sur le sec et n'a obtenu que le onzième temps. De même le nouveau champion du monde Mario Andretti n'est pas parvenu à trouver les bons réglages sur sa Lotus : neuvième, il réalise sa plus mauvaise qualification de la saison, à plus d'une seconde de son coéquipier Jarier.
Parmi les malchanceux, Clay Regazzoni (Shadow), accidenté la veille, a dû composer avec un châssis plié et n'a pu faire mieux que le 23e temps, ratant la qualification pour cinq centièmes de seconde. Bobby Rahal a quant à lui sérieusement endommagé la Wolf qui lui avait été confiée au cours de la première séance officielle. Il a néanmoins pu bénéficier in extremis d'une voiture de remplacement, un châssis de l'année précédente récupéré dans un hall d'exposition, qu'il est parvenu à qualifier en avant-dernière ligne.
| Pos. | no | Pilote                | Écurie     | Temps          | Écart     |
| ---- | -- | --------------------- | ---------- | -------------- | --------- |
| 1    | 55 | Jean-Pierre Jarier    | Lotus      | 1 min 38 s 015 |           |
| 2    | 20 | Jody Scheckter        | Wolf       | 1 min 38 s 026 | + 0 s 011 |
| 3    | 12 | Gilles Villeneuve     | Ferrari    | 1 min 38 s 230 | + 0 s 215 |
| 4    | 2  | John Watson           | Brabham    | 1 min 38 s 417 | + 0 s 402 |
| 5    | 27 | Alan Jones            | Williams   | 1 min 38 s 861 | + 0 s 846 |
| 6    | 14 | Emerson Fittipaldi    | Fittipaldi | 1 min 38 s 930 | + 0 s 915 |
| 7    | 1  | Niki Lauda            | Brabham    | 1 min 39 s 020 | + 1 s 005 |
| 8    | 16 | Hans-Joachim Stuck    | Shadow     | 1 min 39 s 081 | + 1 s 066 |
| 9    | 5  | Mario Andretti        | Lotus      | 1 min 39 s 230 | + 1 s 215 |
| 10   | 26 | Jacques Laffite       | Ligier     | 1 min 39 s 281 | + 1 s 266 |
| 11   | 11 | Carlos Reutemann      | Ferrari    | 1 min 39 s 455 | + 1 s 440 |
| 12   | 35 | Riccardo Patrese      | Arrows     | 1 min 39 s 491 | + 1 s 476 |
| 13   | 4  | Patrick Depailler     | Tyrrell    | 1 min 39 s 619 | + 1 s 604 |
| 14   | 66 | Nelson Piquet         | Brabham    | 1 min 39 s 624 | + 1 s 609 |
| 15   | 22 | Derek Daly            | Ensign     | 1 min 40 s 042 | + 2 s 027 |
| 16   | 18 | René Arnoux           | Surtees    | 1 min 40 s 515 | + 2 s 500 |
| 17   | 8  | Patrick Tambay        | McLaren    | 1 min 40 s 669 | + 2 s 654 |
| 18   | 3  | Didier Pironi         | Tyrrell    | 1 min 40 s 959 | + 2 s 944 |
| 19   | 7  | James Hunt            | McLaren    | 1 min 40 s 970 | + 2 s 955 |
| 20   | 21 | Bobby Rahal           | Wolf       | 1 min 40 s 983 | + 2 s 968 |
| 21   | 10 | Keke Rosberg          | ATS        | 1 min 41 s 611 | + 3 s 596 |
| 22   | 15 | Jean-Pierre Jabouille | Renault    | 1 min 41 s 689 | + 3 s 674 |
| 23   | 17 | Clay Regazzoni        | Shadow     | 1 min 41 s 739 | + 3 s 724 |
| 24   | 19 | Beppe Gabbiani        | Surtees    | 1 min 41 s 799 | + 3 s 784 |
| 25   | 37 | Arturo Merzario       | Merzario   | 1 min 41 s 962 | + 3 s 947 |
| 26   | 25 | Héctor Rebaque        | Lotus      | 1 min 42 s 413 | + 4 s 398 |
| 27   | 36 | Rolf Stommelen        | Arrows     | 1 min 43 s 267 | + 5 s 252 |
| 28   | 9  | Michael Bleekemolen   | ATS        | 1 min 45 s 553 | + 7 s 538 |

## Grille de départ du Grand Prix
| 1re ligne | Pos. 1                                   |  | Pos. 2                                       |
|           | Jean-Pierre Jarier Lotus 1 min 38 s 015  |  | Jody Scheckter Wolf 1 min 38 s 026           |
| 2e ligne  | Pos. 3                                   |  | Pos. 4                                       |
|           | Gilles Villeneuve Ferrari 1 min 38 s 230 |  | John Watson Brabham 1 min 38 s 417           |
| 3e ligne  | Pos. 5                                   |  | Pos. 6                                       |
|           | Alan Jones Williams 1 min 38 s 861       |  | Emerson Fittipaldi Fittipaldi 1 min 38 s 930 |
| 4e ligne  | Pos. 7                                   |  | Pos. 8                                       |
|           | Niki Lauda Brabham 1 min 39 s 020        |  | Hans-Joachim Stuck Shadow 1 min 39 s 081     |
| 5e ligne  | Pos. 9                                   |  | Pos. 10                                      |
|           | Mario Andretti Lotus 1 min 39 s 230      |  | Jacques Laffite Ligier 1 min 39 s 381        |
| 6e ligne  | Pos. 11                                  |  | Pos. 12                                      |
|           | Carlos Reutemann Ferrari 1 min 39 s 455  |  | Riccardo Patrese Arrows 1 min 39 s 491       |
| 7e ligne  | Pos. 13                                  |  | Pos. 14                                      |
|           | Patrick Depailler Tyrrell 1 min 39 s 619 |  | Nelson Piquet Brabham 1 min 39 s 624         |
| 8e ligne  | Pos. 15                                  |  | Pos. 16                                      |
|           | Derek Daly Ensign 1 min 40 s 042         |  | René Arnoux Surtees 1 min 40 s 515           |
| 9e ligne  | Pos. 17                                  |  | Pos. 18                                      |
|           | Patrick Tambay McLaren 1 min 40 s 669    |  | Didier Pironi Tyrrell 1 min 40 s 959         |
| 10e ligne | Pos. 19                                  |  | Pos. 20                                      |
|           | James Hunt McLaren 1 min 40 s 970        |  | Bobby Rahal Wolf 1 min 40 s 983              |
| 11e ligne | Pos. 21                                  |  | Pos. 22                                      |
|           | Keke Rosberg ATS 1 min 41 s 611          |  | Jean-Pierre Jabouille Renault 1 min 41 s 689 |

## Déroulement de la course
La piste est sèche lorsque le départ est donné le dimanche à 14 h 15. Malgré le froid vif, 70000 spectateurs assistent à la course. Exploitant au mieux sa position sur la grille, Jean-Pierre Jarier (Lotus) est le plus prompt à s'élancer et aborde la chicane avec une demi-longueur d'avance sur la Wolf de Jody Scheckter. Alan Jones (Williams), Gilles Villeneuve (Ferrari) et John Watson (Brabham) passent également la chicane sans encombre. Pour le reste du peloton, cependant, l'affaire se complique. Très bien parti depuis la quatrième ligne, Hans Joachim Stuck pointe sa Shadow en sixième position à l'entrée de la courbe, débordant Emerson Fittipaldi par l'extérieur. Mais le bas-côté de la piste est sableux et le pilote allemand part en travers, accroche la Fittipaldi du Brésilien, et traverse la piste en marche arrière. Se trouvant bloqué, Jacques Laffite sort de la route pour éviter la collision, et repart en queue de peloton. Niki Lauda (Brabham) a légèrement heurté la Shadow, mais peut continuer sa course. Les autres pilotes parviennent à se frayer un passage. Fittipaldi a dû abandonner sur place, tandis que Stuck parviendra à ramener sa voiture au stand, mais, suspension touchée, ne pourra aller plus loin.
En tête, Jarier prend rapidement ses distances, d'autant que Scheckter est parti à la faute, permettant à Jones de prendre la seconde place au cours du premier tour, mais l'Australien compte déjà près de quatre secondes de retard sur le Français. Troisième Scheckter précède Villeneuve, Watson, Andretti (Lotus) et Depailler (Tyrrell), roues dans roues. La Lotus du leader semble inaccessible et se détache au rythme d'une seconde au tour. Jones parvient à contenir Scheckter et Villeneuve, tandis que Watson perd rapidement le contact, freinant Andretti qui ne parvient cependant pas à trouver l'ouverture. L'Américain s'énerve derrière la Brabham, et porte une attaque désespérée à l'épingle à la fin du sixième tour : Watson n'ouvre pas la porte et les deux voitures s'accrochent. Depailler parvient à les éviter sans encombre mais Lauda, en difficulté avec ses freins, sort de la piste et rentre au stand pour y abandonner. Andretti va reprendre la course en queue de peloton, tandis que Watson rentre au stand, repart mais renonce deux tours plus tard.
Après dix tours, Jarier compte déjà près de treize secondes d'avance sur un trio comprenant Jones, Scheckter et Villeneuve, et continue à creuser l'écart. Depailler, cinquième, roule isolé, loin devant la Ferrari Carlos Reutemann qui compte vingt-six secondes de retard sur le leader. Contrairement à son coéquipier Villeneuve, l'Argentin a opté pour des pneus relativement durs, nettement moins performants, et il perd régulièrement du terrain sur les hommes de tête. Jones continue à rendre une seconde au tour à Jarier, et a de plus en plus de difficulté à contenir Scheckter et Villeneuve. Au dix-huitième tour, le Sud-Africain trouve l'ouverture, imité au suivant par le Québécois. Jones est en fait victime d'une crevaison lente, et perd ainsi le bénéfice de son beau début de course. Il devra d'ailleurs effectuer un arrêt au stand un peu plus tard, la Williams devenant inconduisible.
L'écart entre Jarier et Scheckter, toujours talonné par Villeneuve, se stabilise un temps, puis remonte à nouveau. Villeneuve se fait de plus en plus pressant derrière la Wolf, et parvient par prendre la seconde place au vingt-cinquième tour. Il a alors vingt-cinq secondes de retard sur l'homme de tête, mais bien qu'ayant désormais le champ libre il ne parvient pas à s'en rapprocher. À la mi-course l'avantage de Jarier est d'une trentaine de secondes sur Villeneuve, mais le rythme du leader commence alors à faiblir, à raison d'une demi-seconde au tour. La Lotus perd progressivement les freins arrière et le côté gauche de la voiture est maculé d'huile. Le pilote parvient néanmoins à conserver une avance suffisante sur ses poursuivants, qui ne semblent pas en mesure de le remonter à la régulière. Une alerte au niveau du manomètre de pression va toutefois inciter le leader, persuadé d'avoir une fuite au radiateur d'huile, à rentrer au stand à la fin du quarante-neuvième tour : les mécaniciens confirment le diagnostic, c'est l'abandon pour le pilote français qui a dominé la course depuis le départ. Il s’avérera par la suite que la fuite était au niveau du circuit de freinage !
Villeneuve hérite ainsi du commandement. Il dispose alors d'une marge de plus d'une demi-minute sur Scheckter, lui-même disposant d'une quinzaine de secondes d'avance sur Reutemann. La course semble jouée, d'autant que le moteur de Scheckter commence à avoir des ratés à haut régime. Villeneuve peut désormais lever le pied et accomplir les vingt derniers tours sans souci. Il remporte sa première grande victoire devant son public. Remonté par Reutemann, Scheckter a néanmoins pu préserver sa seconde place. Auteur d'une course régulière, Riccardo Patrese (Arrows) termine quatrième devant Depailler, auteur d'une belle remontée après un changement de pneus en début de course.

### Classements intermédiaires
Classements intermédiaires des monoplaces aux premier, deuxième, troisième, cinquième, dixième, quinzième, vingtième, vingt-cinquième, trentième, trente-cinquième, quarantième, quarante-cinquième, cinquantième et soixantième tours.

### Classement de la course

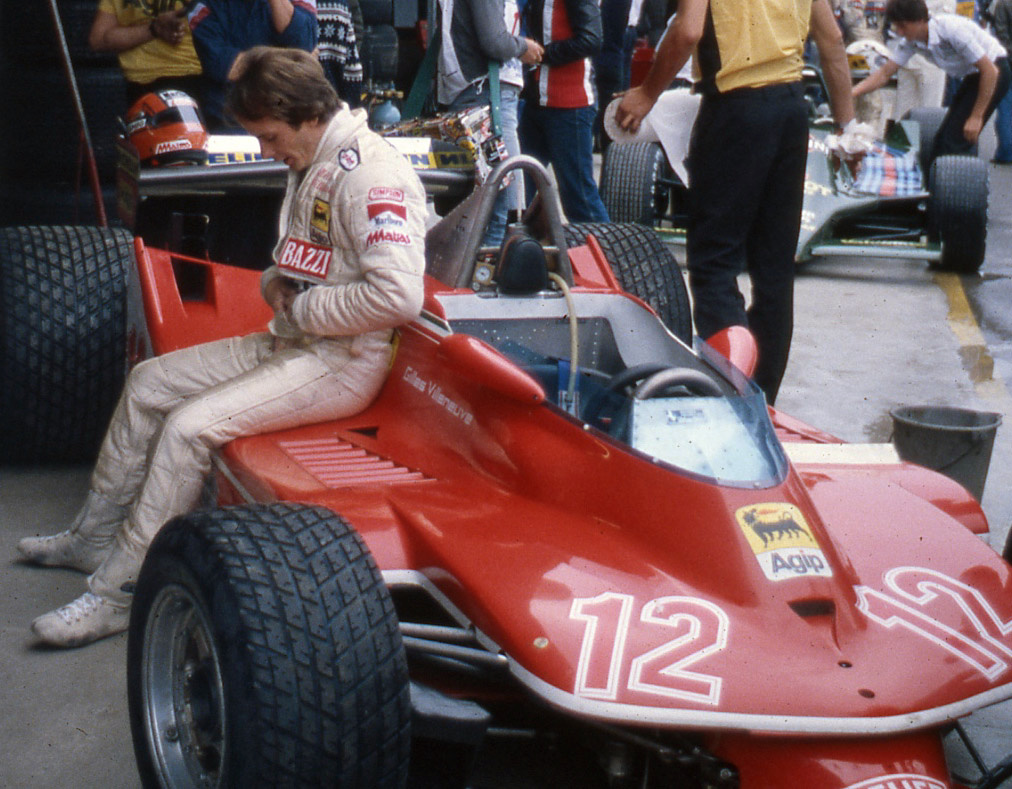
En s'imposant sur ses terres à Montréal, Gilles Villeneuve (vu ici en 1979) obtient sa première victoire en F1.

| Pos  | N° | Pilote                | Voiture            | Tours | Temps/Abandon                            | Grille | Points |
| ---- | -- | --------------------- | ------------------ | ----- | ---------------------------------------- | ------ | ------ |
| 1    | 12 | Gilles Villeneuve     | Ferrari            | 70    | 1 h 57 min 49 s 196                      | 3      | 9      |
| 2    | 20 | Jody Scheckter        | Wolf-Ford          | 70    | 1 h 58 min 2 s 268 (+ 13 s 372)          | 2      | 6      |
| 3    | 11 | Carlos Reutemann      | Ferrari            | 70    | 1 h 58 min 8 s 604 (+ 19 s 408)          | 11     | 4      |
| 4    | 35 | Riccardo Patrese      | Arrows-Ford        | 70    | 1 h 58 min 13 s 863 (+ 24 s 667)         | 12     | 3      |
| 5    | 4  | Patrick Depailler     | Tyrrell-Ford       | 70    | 1 h 58 min 17 s 754 (+ 28 s 558)         | 13     | 2      |
| 6    | 22 | Derek Daly            | Ensign-Ford        | 70    | 1 h 58 min 43 s 672 (+ 54 s 476)         | 15     | 1      |
| 7    | 3  | Didier Pironi         | Tyrrell-Ford       | 70    | 1 h 59 min 10 s 446 (+ 1 min 21 s 250)   | 18     |        |
| 8    | 8  | Patrick Tambay        | McLaren-Ford       | 70    | 1 h 59 min 15 s 756 (+ 1 min 26 s 560)   | 17     |        |
| 9    | 27 | Alan Jones            | Williams-Ford      | 70    | 1 h 59 min 18 s 138 (+ 1 min 28 s 942)   | 5      |        |
| 10   | 5  | Mario Andretti        | Lotus-Ford         | 69    | 1 h 58 min 0 s 933 (+ 1 tour)            | 9      |        |
| 11   | 66 | Nelson Piquet         | Brabham-Alfa Romeo | 69    | 1 h 58 min 38 s 151 (+ 1 tour)           | 14     |        |
| 12   | 15 | Jean-Pierre Jabouille | Renault            | 65    | 1 h 59 min 1 s 186 (+ 5 tours)           | 22     |        |
| Nc.  | 10 | Keke Rosberg          | ATS-Ford           | 58    | 1 h 58 min 57 s 209 (+ 12 tours)         | 21     |        |
| Abd. | 26 | Jacques Laffite       | Ligier-Matra       | 52    | Transmission                             | 10     |        |
| Abd. | 7  | James Hunt            | McLaren-Ford       | 51    | Sortie de piste                          | 19     |        |
| Abd. | 55 | Jean-Pierre Jarier    | Lotus-Ford         | 49    | Fuite d'huile                            | 1      |        |
| Abd. | 18 | René Arnoux           | Surtees-Ford       | 37    | Pression d'huile                         | 16     |        |
| Abd. | 21 | Bobby Rahal           | Wolf-Ford          | 16    | Distribution d'essence                   | 20     |        |
| Abd. | 2  | John Watson           | Brabham-Alfa Romeo | 8     | À la suite d'un accrochage avec Andretti | 4      |        |
| Abd. | 1  | Niki Lauda            | Brabham-Alfa Romeo | 5     | Sortie de piste (freins)                 | 7      |        |
| Abd. | 16 | Hans-Joachim Stuck    | Shadow-Ford        | 1     | Accident                                 | 8      |        |
| Abd. | 14 | Emerson Fittipaldi    | Fittipaldi-Ford    | 0     | Accident                                 | 6      |        |
| Nq.  | 17 | Clay Regazzoni        | Shadow-Ford        |       | Non qualifié                             |        |        |
| Nq.  | 19 | Beppe Gabbiani        | Surtees-Ford       |       | Non qualifié                             |        |        |
| Nq.  | 37 | Arturo Merzario       | Merzario-Ford      |       | Non qualifié                             |        |        |
| Nq.  | 25 | Héctor Rebaque        | Lotus-Ford         |       | Non qualifié                             |        |        |
| Nq.  | 36 | Rolf Stommelen        | Arrows-Ford        |       | Non qualifié                             |        |        |
| Nq.  | 9  | Michael Bleekemolen   | ATS-Ford           |       | Non qualifié                             |        |        |

Légende :
- Abd.=Abandon - Nc.=Non classé - Nq.=Non qualifié

### Pole position et record du tour
- Pole position :  Jean-Pierre Jarier en 1 min 38 s 015 (vitesse moyenne : 165,281 km/h). Temps réalisé lors de la seconde séance qualificative, le samedi 7 octobre[5].
- Meilleur tour en course :  Alan Jones en 1 min 38 s 072 (vitesse moyenne : 165,185 km/h) au soixante-dixième tour[1].

### Tours en tête
- Jean-Pierre Jarier : 49 tours (1-49)
- Gilles Villeneuve : 21 tours (50-70)

## Classement final du championnat du monde
- attribution des points : 9, 6, 4, 3, 2, 1 respectivement aux six premiers de chaque épreuve.
- pour la coupe des constructeurs, même barème mais seule la voiture la mieux classée de chaque équipe inscrit des points.

| Pos. | Pilote                | Écurie     | Points | ARG | BRE | AFS | US/O | MON | BEL | ESP | SUE | FRA | GBR | ALL | AUT | NL | ITA | US/E | CAN |
| ---- | --------------------- | ---------- | ------ | --- | --- | --- | ---- | --- | --- | --- | --- | --- | --- | --- | --- | -- | --- | ---- | --- |
| 1    | Mario Andretti        | Lotus      | 64     | 9   | 3   | -   | 6    | -   | 9   | 9   | -   | 9   | -   | 9   | -   | 9  | 1   | -    | -   |
| 2    | Ronnie Peterson       | Lotus      | 51     | 2   | -   | 9   | 3    | -   | 6   | 6   | 4   | 6   | -   | -   | 9   | 6  | -   | -    | -   |
| 3    | Carlos Reutemann      | Ferrari    | 48     | -   | 9   | -   | 9    | -   | 4   | -   | -   | -   | 9   | -   | -   | -  | 4   | 9    | 4   |
| 4    | Niki Lauda            | Brabham    | 44     | 6   | 4   | -   | -    | 6   | -   | -   | 9   | -   | 6   | -   | -   | 4  | 9   | -    | -   |
| 5    | Patrick Depailler     | Tyrrell    | 34     | 4   | -   | 6   | 4    | 9   | -   | -   | -   | -   | 3   | -   | 6   | -  | -   | -    | 2   |
| 6    | John Watson           | Brabham    | 25     | -   | -   | 4   | -    | 3   | -   | 2   | -   | 3   | 4   | -   | -   | 3  | 6   | -    | -   |
| 7    | Jody Scheckter        | Wolf       | 24     | -   | -   | -   | -    | 4   | -   | 3   | -   | 1   | -   | 6   | -   | -  | -   | 4    | 6   |
| 8    | Jacques Laffite       | Ligier     | 19     | -   | -   | 2   | 2    | -   | 2   | 4   | -   | -   | -   | 4   | 2   | -  | 3   | -    | -   |
| 9    | Gilles Villeneuve     | Ferrari    | 17     | -   | -   | -   | -    | -   | 3   | -   | -   | -   | -   | -   | 4   | 1  | -   | -    | 9   |
|      | Emerson Fittipaldi    | Fittipaldi | 17     | -   | 6   | -   | -    | -   | -   | -   | 1   | -   | -   | 3   | 3   | 2  | -   | 2    | -   |
| 11   | Alan Jones            | Williams   | 11     | -   | -   | 3   | -    | -   | -   | -   | -   | 2   | -   | -   | -   | -  | -   | 6    | -   |
|      | Riccardo Patrese      | Arrows     | 11     | -   | -   | -   | 1    | 1   | -   | -   | 6   | -   | -   | -   | -   | -  | -   | -    | 3   |
| 13   | James Hunt            | McLaren    | 8      | 3   | -   | -   | -    | -   | -   | 1   | -   | 4   | -   | -   | -   | -  | -   | -    | -   |
|      | Patrick Tambay        | McLaren    | 8      | 1   | -   | -   | -    | -   | -   | -   | 3   | -   | 1   | -   | -   | -  | 2   | 1    | -   |
| 15   | Didier Pironi         | Tyrrell    | 7      | -   | 1   | 1   | -    | 2   | 1   | -   | -   | -   | -   | 2   | -   | -  | -   | -    | -   |
| 16   | Clay Regazzoni        | Shadow     | 4      | -   | 2   | -   | -    | -   | -   | -   | 2   | -   | -   | -   | -   | -  | -   | -    | -   |
| 17   | Jean-Pierre Jabouille | Renault    | 3      | -   | -   | -   | -    | -   | -   | -   | -   | -   | -   | -   | -   | -  | -   | 3    | -   |
| 18   | Hans Stuck            | Shadow     | 2      | -   | -   | -   | -    | -   | -   | -   | -   | -   | 2   | -   | -   | -  | -   | -    | -   |
| 19   | Hector Rebaque        | Lotus      | 1      | -   | -   | -   | -    | -   | -   | -   | -   | -   | -   | 1   | -   | -  | -   | -    | -   |
|      | Vittorio Brambilla    | Surtees    | 1      | -   | -   | -   | -    | -   | -   | -   | -   | -   | -   | -   | 1   | -  | -   | -    | -   |
|      | Derek Daly            | Ensign     | 1      | -   | -   | -   | -    | -   | -   | -   | -   | -   | -   | -   | -   | -  | -   | -    | 1   |

| Pos. | Écurie             | Points | ARG | BRE | AFS | US/O | MON | BEL | ESP | SUE | FRA | GBR | ALL | AUT | NL | ITA | US/E | CAN |
| ---- | ------------------ | ------ | --- | --- | --- | ---- | --- | --- | --- | --- | --- | --- | --- | --- | -- | --- | ---- | --- |
| 1    | Lotus-Ford         | 86     | 9   | 3   | 9   | 6    | -   | 9   | 9   | 4   | 9   | -   | 9   | 9   | 9  | 1   | -    | -   |
| 2    | Ferrari            | 58     | -   | 9   | -   | 9    | -   | 4   | -   | -   | -   | 9   | -   | 4   | 1  | 4   | 9    | 9   |
| 3    | Brabham-Alfa Romeo | 53     | 6   | 4   | 4   | -    | 6   | -   | 2   | 9   | 3   | 6   | -   | -   | 4  | 9   | -    | -   |
| 4    | Tyrrell-Ford       | 38     | 4   | 1   | 6   | 4    | 9   | 1   | -   | -   | -   | 3   | 2   | 6   | -  | -   | -    | 2   |
| 5    | Wolf-Ford          | 24     | -   | -   | -   | -    | 4   | -   | 3   | -   | 1   | -   | 6   | -   | -  | -   | 4    | 6   |
| 6    | Ligier-Matra       | 19     | -   | -   | 2   | 2    | -   | 2   | 4   | -   | -   | -   | 4   | 2   | -  | 3   | -    | -   |
| 7    | Fittipaldi-Ford    | 17     | -   | 6   | -   | -    | -   | -   | -   | 1   | -   | -   | 3   | 3   | 2  | -   | 2    | -   |
| 8    | McLaren-Ford       | 15     | 3   | -   | -   | -    | -   | -   | 1   | 3   | 4   | 1   | -   | -   | -  | 2   | 1    | -   |
| 9    | Williams-Ford      | 11     | -   | -   | 3   | -    | -   | -   | -   | -   | 2   | -   | -   | -   | -  | -   | 6    | -   |
|      | Arrows-Ford        | 11     | -   | -   | -   | 1    | 1   | -   | -   | 6   | -   | -   | -   | -   | -  | -   | -    | 3   |
| 11   | Shadow-Ford        | 6      | -   | 2   | -   | -    | -   | -   | -   | 2   | -   | 2   | -   | -   | -  | -   | -    | -   |
| 12   | Renault            | 3      | -   | -   | -   | -    | -   | -   | -   | -   | -   | -   | -   | -   | -  | -   | 3    | -   |
| 13   | Surtees-Ford       | 1      | -   | -   | -   | -    | -   | -   | -   | -   | -   | -   | -   | 1   | -  | -   | -    | -   |
|      | Ensign-Ford        | 1      | -   | -   | -   | -    | -   | -   | -   | -   | -   | -   | -   | -   | -  | -   | -    | 1   |

## À noter
- 1re victoire en championnat du monde pour Gilles Villeneuve.
- 1er point en championnat du monde pour Derek Daly.
- 73e victoire en championnat du monde pour Ferrari en tant que constructeur.
- 73e victoire en championnat du monde pour Ferrari en tant que motoriste.
- Grand prix de championnat du monde le plus froid, organisé par une température de 5 degrés Celsius (41 degré Fahrenheit).